# 悔悛するマグダラのマリア (リベーラ、プラド美術館)
『悔悛するマグダラのマリア』（かいしゅんするマグダラのマリア、西: Magdalena penitente、英: Penitent Magdalene）は、スペイン・バロック絵画の巨匠ホセ・デ・リベーラが1641年にキャンバス上に油彩で制作した絵画である。ナポリのカポディモンテ美術館にある『悔悛するマグダラのマリア』 (1618-1623年) など、リベーラは生涯に何度もマグダラのマリアの主題を取り上げている。1658年にマドリードのドン・ヘロニモ・デ・ラ・トレ (Don Jerónimo de la Torre) のコレクションにあったリベーラによる8点の聖人全身像のうち、本作を含む4点 (他の作品は、『エジプトのマリア』、『聖バルトロマイ』、『荒野の洗礼者聖ヨハネ』) が1772年にマドリード王宮の目録に記載されている。現在、これら4点の絵画はプラド美術館に所蔵されている。

## 主題

ティツィアーノ『悔悛するマグダラのマリア』(1565年)、エルミタージュ美術館 (サンクトペテルブルク)

上述の4点の絵画は、17世紀カトリック社会で絶大な人気を博した4人の聖人が自然の中で祈り、懺悔し、孤独に生活する姿が表現されている。本作は、罪深い生活を捨て隠遁した美貌の聖女マグダラのマリアを描いたものとされている。「ルカによる福音書」(7章36-8章3) によると、マグダラのマリアは、7つの悪霊に憑依されて苦しんでいた (娼婦だったという説もある) ところをイエス・キリストに救われた。以来、全財産を捧げ、キリストに付き従って宣教活動を支えた。ベタニアで弟子たちと食事を囲むキリストに跪き、高価な香油をキリストの足に塗り、自分の髪の毛で拭ったという女性もマリアという名である (「ヨハネによる福音書」、12章1-8) が、このマリアがマグダラのマリアと同一人物とするかについては賛否両論がある。
マグダラのマリアは、中世以降、無数の美術作品の主題に採用されてきた。中世後期においては、もっぱら「キリストの磔刑」図でキリストの足元に悲嘆する姿で描かれたが、中世末からルネサンスにいたって主題のレパートリーも増え、「十字架降架」、「キリストの埋葬」、「キリストの復活」、「ノリ・メ・タンゲレ」などにも登場するようになった。「悔悛する」図像で、マグダラのマリアが頻繁に描かれるようになったのはトリエント公会議以降のことである。そして、このマグダラのマリア像の原型を作ったのは16世紀ヴェネツィア派の巨匠ティツィアーノである。

## 作品
上記4作はいずれも木を用いて斜めの構図が形成され、暗い背景との対比で人物像を浮き彫りにする。その中で本作は構図の左側の一角に青空を入れ込み、4作の中で最も明るい作品である。マグダラのマリアは自身の墓の入り口で跪いて祈っている。彼女の目は不釣り合いに大きいが、それは救済された魂を表す「窓」となっており、また女性的な魅力も高めている。荒い藁でできた擦り切れた衣に身を包んでいるが、紫色のサテンの袖と見事な赤い絹のマントは彼女のかつての贅沢な暮らしを示唆する。マントの鮮やかな赤色はマリアの繊細な表情を引き立てると同時に、粗末な悔悛者の衣服と強烈な対照をなしている。
画面右側の石の階段には自身を打つための鞭と香油の壺がある。この壺は、マリアがキリストの足に塗った香油と、彼女が復活祭の朝、キリスト　の遺体に塗るために持っていった高価な香料を想起させる。右側にある倒壊した木の横の影に見える頭蓋骨は、彼女が自身の死について瞑想する助けとなっている。しかしながら、この絵画においてマグダラのマリアの最大のアトリビュート (人物を特定する事物) となっているのは、彼女の長く垂れている金髪である。それは彼女の露わになった肩に垂れ、身体の脇から腰まで下がっており、パリサイ人シモンの家で、彼女がキリストに対して示し、スキャンダルとなった愛を示唆している。